# Interhalogenverbindungen
Eine Interhalogenverbindung (lat. inter = zwischen), kurz auch Interhalogen genannt, ist eine chemische Verbindung zweier unterschiedlicher Halogene miteinander. Die existierenden Interhalogenverbindungen sind unter Normalbedingungen sehr reaktionsfähig.

## Allgemeine Eigenschaften
Bei den Interhalogenverbindungen geht ein elektropositiveres Halogen X eine Verbindung mit einem elektronegativeren Halogen Y ein. Dabei treten die Typen XY, XY3, XY5 und XY7 auf. Das Halogen X hat hier dementsprechend die Oxidationsstufen +1, +3, +5 und +7. Die Interhalogene sind hochreaktive  Oxidationsmittel und können Halogene übertragen. Je weiter die beiden Halogene X und Y in der 7. Gruppe des Periodensystems voneinander entfernt stehen, desto höher ist die Neigung zur ionischen Aufspaltung. Die physikalischen und chemischen Eigenschaften ähneln meist denen der elementaren Halogene, aus denen sie bestehen.
Alle Interhalogenverbindungen werden durch direkte Reaktion der beiden Halogene erzeugt, und das dabei entstehende Produkt ist durch die Mengenverhältnisse der Reaktanden bestimmt.

## Verbindungen
| Cl | ClF, ClF3, ClF5   |           |           |
| Br | BrF, BrF3, BrF5   | BrCl      |           |
| I  | IF, IF3, IF5, IF7 | ICl, ICl3 | IBr, IBr3 |
|    | F                 | Cl        | Br        |

- Vom Typ XY (zweiatomige Verbindungen) sind alle möglichen Kombinationen bekannt. Alle weiteren Verbindungen sind – mit Ausnahme von ICl3 und IBr3 – Fluorverbindungen, da die Elektronegativitätsdifferenz sonst nicht groß genug ist und Halogene mit größeren Atomradien als Fluor sich gegenseitig behindern.
- Die Trihalogenide XY3 sind T-förmig angeordnet. Isoliert wurden Iodtrichlorid (ICl3), Chlortrifluorid (ClF3), Bromtrifluorid (BrF3) und Iodtrifluorid (IF3). Vom Iodtrichlorid ICl3 ist auch das Dimer I2Cl6 bekannt. Ebenfalls ist die Existenz von Iodtribromid bekannt.
- Die Pentahalogenide XY5 Iodpentafluorid (IF5), Brompentafluorid (BrF5) und Chlorpentafluorid (ClF5) haben die Geometrie quadratischer Pyramiden.
- Das einzige bekannte stabile Heptahalogenid Iodheptafluorid (IF7) hat die Struktur einer pentagonalen Bipyramide.
- Ebenfalls bekannt sind zahlreiche Interhalogenid-Anionen mit drei, fünf oder sieben beteiligten Halogenatomen (z. B. IBr2−, BrF6− oder IF6−). Weniger häufig, aber auch in stabilen Verbindungen isolierbar, sind Interhalogenid-Kationen (zum Beispiel ICl2+).
- Im weiteren Sinne können auch Kombinationen aus Halogenen und Pseudohalogenen zu den Interhalogenen gezählt werden.

Bei keiner Interhalogenverbindung ist ein d-Orbital hybridisiert. Vielmehr lagern sich die Fluoratome (bei ICl3 die Chloratome) an freie, unhybridisierte p-Orbitale an, und bilden eine Vier-Elektronen-drei-Zentren-Bindung, im Einklang mit der Oktettregel.

## Darstellung und Verwendung
Die Interhalogene werden aus den jeweiligen Elementen hergestellt. Viele Verbindungen werden als Halogenierungsmittel, speziell als Fluorierungsmittel verwendet.
Halogenfluoride sind schwächere Fluorierungsmittel als elementares Fluor, die Trifluoride ClF3 und BrF3 zeigen allerdings eine größere Reaktionsgeschwindigkeit.
Interhalogenfluoride werden bei der Produktion von Uranhexafluorid, das zur Uran-Anreicherung verwendet wird, eingesetzt. Es existieren allerdings auch andere Herstellungsverfahren.
Iodchlorid und Iodtrichlorid werden bei der Bestimmung der Iodzahl von Fetten nach der Methode von Wijs (DIN 53241-1:1995-05) genutzt.